# Кувшинская, Людмила Анатольевна
Людми́ла Анато́льевна Кувши́нская (23 февраля 1945, Яранск, Кировская область, РСФСР, СССР — 30 ноября 2019, Йошкар-Ола, Марий Эл, Россия) — советский и российский искусствовед, организатор музейного дела, преподаватель, журналист, член Союза художников России. Ответственный секретарь Союза художников Марийской АССР (1979—1988), директор Республиканского музея изобразительных искусств Марий Эл (1988—2004). Заслуженный работник культуры Российской Федерации (2004), заслуженный деятель искусств Марийской ССР (1991). Кандидат искусствоведения, одна из первых профессиональных искусствоведов Республики Марий Эл.

## Биография
Родилась в семье журналистов в г. Яранске Кировской области. Затем вместе с семьёй переехала в г. Козьмодемьянск.
В 1967 году окончила Марийский педагогический институт им. Н.К. Крупской.  По его окончании работала научным сотрудником отдела истории досоветского периода Марийского научно-краеведческого музея, консультантом Президиума Республиканского Совета Всероссийского общества охраны памятников истории и культуры.  В 1974 году окончила факультет истории и теории изобразительных искусств Ленинградского института живописи, скульптуры и архитектуры им. И.Е. Репина.
В 1969–1973 годах трудилась художником-оформителем управления механизации Марстройтреста, в 1973—1977 годах — корреспондентом отдела культуры, литературы и искусства редакции республиканской газеты «Марийская правда», в 1977—1979 годах — старшим методистом методкабинета по учебным заведениям Министерства культуры Марийской АССР.
Была ответственным секретарём Союза художников Марийской АССР (1979—1988). В 1988—2004 годах возглавляла Республиканский музей изобразительных искусств Марий Эл, в 2004—2006 годах была заведующей отделом национального искусства этого музея, в 2004—2008 годах преподавала дисциплины «Искусство модерна» и «Декоративно-прикладное искусство» в Марийском государственном университете.
Ушла из жизни 30 ноября 2019 года в г. Йошкар-Оле, похоронена в г. Козьмодемьянске.

## Искусствоведческая деятельность
Член Союза художников России.
Неутомимый пропагандист марийского изобразительного искусства, вела большую работу по сохранению и популяризации творческого наследия марийских художников. Автор около 200 публикаций о марийском изобразительном искусстве в республиканских и российских изданиях, в т. ч. 5 монографий («Юрий Белков», «Владимир Козьмин», «А. С. Бакулевский. Гравюра на дереве» и др.).  В 1980-е годы участвовала в составлений серии справочных изданий «Художники Марийской АССР».
На Марийском телевидении создала и вела программу «Художник и время», цикл передач «Проблемы жанра», работала на Марийском радио.
Долгое время сотрудничала с Академическим русским театром драмы имени Г. В. Константинова Марий Эл, входила в состав жюри Международного фестиваля русских театров России и зарубежных стран «Мост дружбы», была членом наблюдательного совета этого театра.
Внесла большой вклад в применение мультимедийных технологий для исследования и пропаганды изобразительного искусства. Является автором проектов по визуальной антропологии («Полиэкран», сетевой проект в рамках гранта «Института «Открытое Общество» (2001—2002), видеопроектов «Гора Аламнер. Поиск марийской самобытности» (2002—2003), «Пояс Судьбы» о возрождении традиции горномарийского тканого пояса «Реанимация промысла — анимация бизнеса» (2003), «Виртуальный передвижной художественный музей» к юбилею Козьмодемьянского художественно-исторического музея им. А. В. Григорьева «Три тотема» (2006).

## Основные труды
Далее представлен список основных трудов Л. А. Кувшинской:
- Худoжники Марийскoй АССР: живопись, скульптура, графика, декоративно-прикладное искусство: каталог выставки / Союз художников РСФСР, Министерство культуры Марийской АССР, Союз художников Марийской АССР; составитель и автор предисловия Кувшинская Л. А. — Москва: Советский художник, 1980. — [13] с., 8 л. ил.
- Антонов А. Т., Кувшинская Л. А. Юрий Белков [Текст]: очерк о творчестве художника / А. Т. Антонов, Л. А. Кувшинская. — Йошкар-Ола: Марийское книжное издательство, 1981. — 75 с.: портр., фот.
- Худoжники Марийскoй АССР [Текст]: А. Бакулевский, А. Бутов, З. Лаврентьев, С. Подмарев, Б. Пушков: Живопись. Графика: Кат. выст. / Авт. вступ. ст. и сост. кат. Кувшинская Л. А. — М.: Сов. художник, 1986. — (48) с.: ил.
- Кувшинская Л. А. Владимир Козьмин: Очерк творчества / Людмила Кувшинская. — Йошкар-Ола: Марийское кн. изд-во, 1987. — 64 [3] с., [8] л., ил.
- Кувшинская Л. А. Александр Бакулевский. Гравюра на дереве [Текст] / Кувшинская Людмила Анатольевна. — Йошкар-Ола: Мар. кн. изд-во, 1991. — 190 c.: ил.

## Звания и награды
- Заслуженный работник культуры Российской Федерации (2004)[2]
- Заслуженный деятель искусств Марийской ССР (1991)[2]
- Медаль «Ветеран труда»